# Федеральний уряд Бельгії
Федеральний уряд Бельгії (нід. Federale regering, фр. Gouvernement fédéral, нім. Föderalregierung) здійснює виконавчу владу в Королівстві Бельгія. До його складу входять міністри та державні секретарі («молодші», або заступники міністрів, які не засідають у Раді міністрів), залучені від політичних партій, що утворюють керуючу коаліцію. Міністри разом утворюють Раду Міністрів, а вона є вищим органом виконавчої влади уряду (рівнозначним кабінету). Федеральний уряд очолює прем'єр-міністр Бельгії, а міністри очолюють міністерства уряду.
Формально виконавча влада покладається на Короля, який офіційно призначає міністрів. Однак згідно з Конституцією Бельгії король не несе політичної відповідальності за здійснення своїх повноважень, і його дії повинні бути підписані міністром. Таким чином, на практиці міністри виконують фактичну щоденну роботу управління.

## Функція та склад
На федеральному рівні виконавча влада є федеральним урядом, тоді як прем'єр-міністр є главою уряду. Уряд відображає важливість політичних партій, які становлять діючу панівну коаліцію для Палати. Кожен міністр очолює міністерство, а державні секретарі, які є заступниками міністра, допомагають працювати цим міністрам. Жодна партійна чи партійна родина за мовними ознаками не займає абсолютної більшості місць у парламенті.
Кількість міністрів обмежена до 15, однаково розподіляється між французькомовними та голландськомовними міністрами, відповідно до статті 99 Конституції. Хоча прем'єр-міністр офіційно звільнений від цієї квоти, жоден франкофон не обіймав посаду з 1979 по 2011 рік. Засідання уряду проводяться через синхронних перекладачів.
Прем'єр-міністр та його міністри здійснюють управління урядом та різними федеральними державними службами (приблизно еквівалентно міністерствам адміністративної організації інших країн). Як і у Великій Британії, міністри повинні захищати свою політику та результати діяльності особисто перед Палатою.
Важливим фактичним органом є «внутрішній кабінет», що складається з прем'єр-міністра та віцепрем'єр-міністрів. Вони збираються для прийняття найважливіших політичних рішень.

## Становлення
Після виборів прем'єр-міністр колишнього уряду (який досі виконує функції тимчасового уряду до формування нового уряду) пропонує свою відставку королю, і розпочинається процес формування нового уряду. Цей процес ґрунтується значною мірою на конституційній конвенції, а не на письмовому законі. Король спочатку консультується з Президентом Палати представників та президентом Сенату. Король також зустрічається з низкою видатних політиків для обговорення результатів виборів. Після цих зустрічей призначається Форматор.
Завдання Інформатора вивчає різні можливості нового федерального уряду та оцінює, які партії можуть скласти більшість у федеральному парламенті. Він також зустрічається з видатними людьми в соціально-економічній галузі, щоб дізнатись про їхні погляди на політику, яку повинен проводити новий федеральний уряд. Потім Інформатор звітує перед Королем та радить йому про призначення Форматора. Однак король також може призначити другого Інформатора або призначити королівського посередника. Завдання королівського посередника полягає у досягненні домовленості щодо спірних питань, вирішенні перешкод для формування федерального уряду та підготовці ґрунту для Форматора. 5 липня 2007 р. Король Альберт II призначив Жана-Люка Дегаена королівським посередником для досягнення угоди про нову державну реформу.
Форматор призначається королем на підставі звіту інформатора. Завдання Форматора — сформувати нову урядову коаліцію та вести переговори про урядову угоду та склад уряду. Якщо ці переговори будуть успішними, Форматор представляє королю новий федеральний уряд. Зазвичай Форматор також стає прем'єр-міністром.
Відповідно до статті 96 Конституції Бельгії, король призначає та звільняє своїх міністрів. Однак у статті 106 Конституції Бельгії зазначено, що король не може діяти один і здійснює свої повноваження через міністрів. Усі його дії повинні бути підписані міністром. Своєю чергою, міністр бере на себе політичну відповідальність за вчинений акт. Таким чином, на практиці  прем'єр-міністр, що від'їжджає, призначає Королівський наказ про призначення нового прем'єр-міністра. Згодом новий прем'єр-міністр призначає Королівський наказ про прийняття відставки прем'єр-міністра, що йде у відставку, та Королівські накази про призначення інших членів нового федерального уряду.
Призначені міністри складають присягу перед королем. Після складання присяги нова Рада міністрів проводить засідання, щоб скласти декларацію уряду, в якій Федеральний уряд визначає основні лінії урядової угоди та окреслює порядок денний уряду. Прем'єр-міністр зачитує декларацію уряду Палаті представників, яка потім проводить дебати щодо декларації уряду. Після цієї дискусії відбувається голосування довіри. Якщо Прем'єр-міністр здобуде довіру більшості, він може взятися за виконання урядової угоди.

## Останні політичні події
Католики та пізніше християнські демократи очолили більшість урядів історії Бельгії. Однак з 1999 року по 2007 рік ліберал Гай Верхофштадт очолював два «фіолетові» уряди лібералів і соціалістів, перший з яких також включав зелені. Після цього, після важких переговорів та тимчасового третього уряду Верхофштадта, у 2008 році був сформований уряд на чолі з християнським демократом Івом Летерме. Нові вибори були призначені в 2010 році після того, як ліберальний Відкритий Vld вийшов з уряду. Еліо Ді Рупо був першим франкофоном, який обіймав посаду прем'єр-міністра після того, як Пол Ванден Боенанц пішов з посади у 1979 році. Формування уряду Ді Рупо закінчило період політичної нестабільності між 2007 та 2011 роками. Під час виборів 2014 року був політичний консенсус не повторювати цього, і уряд Мішеля був відносно швидко сформований, зокрема, виключаючи соціалістів, включаючи фламандський націоналіст N-VA.

## Чинний уряд

### Зміни складу
- 30 листопада 2019 року Філіп Гоффін зайняв місце Дідьє Рейндерса, взявши на себе портфелі закордонних справ та оборони. Рейндерс залишив свою посаду, щоб зайняти роль Європейського комісара з питань правосуддя в комісії Фон дер Лейєна. Девід Кларнвал був призначений новим віцепрем'єр-міністром у справах реформаторів руху.[5]

## Подальше читання
- Diermeier, Daniel; Eraslan, Hülya; Merlo, Antonio (August 2007). Bicameralism and government formation. Quarterly Journal of Political Science. Now Publishing Inc. 2 (3): 227—252. doi:10.1561/100.00005004.{{cite journal}}:  Обслуговування CS1: Сторінки зі значенням параметра postscript, що збігається зі стандартним значенням в обраному режимі (посилання)